# جبل بوفينا
جبل بوفينا، هو جبل يقع في جبال كاتسكيل من نيويورك شرق بلومفيل.يقع جبل بوفينا في الشمال الشرقي من براملي الجبل والشمال الغربي من جبل وارن وكارمانز نوتش.